# Fäustel

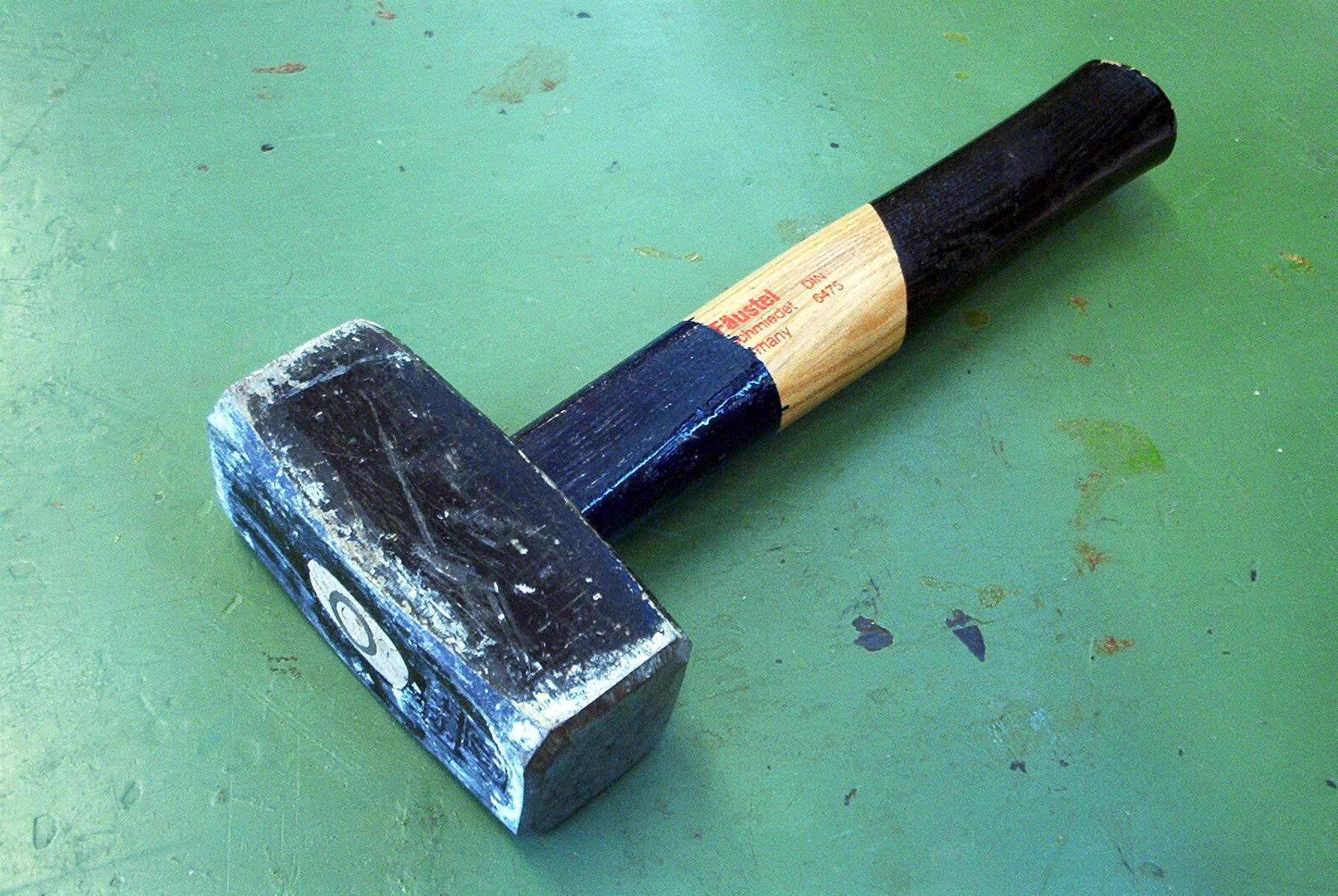
Moderner Fäustel mit Holzgriff

Der Fäustel ist ein Hammer mit eher kurzem Stiel, gedrungenem Kopf und üblicherweise zwei gleichen gegenüberliegenden gehärteten und quadratischen Aufschlagflächen (Bahnen).
Der Fäustel wird in der DIN 6475 beschrieben.
Der Fäustel wird in der Regel nicht unmittelbar zum Bearbeiten von Werkstücken genutzt, sondern zum Schlagen von Meißeln, Holzzulagen und anderen Werkzeugen mit einem gewissen Eigengewicht. 
Zum Einschlagen von Nägeln eignen sich Fäustel aufgrund des kurzen Stiels weniger gut.
Fäustel waren ein typisches Werkzeug von Steinmetzen und Steinbildhauern. Später hat sich der Begriff „Fäustel“ auch in anderen Gewerken wie Schlosser, Schmiede, Pflasterer und Zimmerer durchgesetzt.
Fäustel sind mit einem Gewicht von 1,0 bis 10 kg erhältlich. Das typische Gewicht für den universellen Einsatz beträgt 1 bis 2 kg.

Auch große, zweihändig zu führende Hämmer werden Fäustel genannt, wenn sie zwei Bahnen haben. Der Vorschlaghammer sowie der Setzhammer der Steinmetzen haben dagegen eine gewöhnliche Bahn und eine oder zwei Schmalbahnen (Pinne genannt).

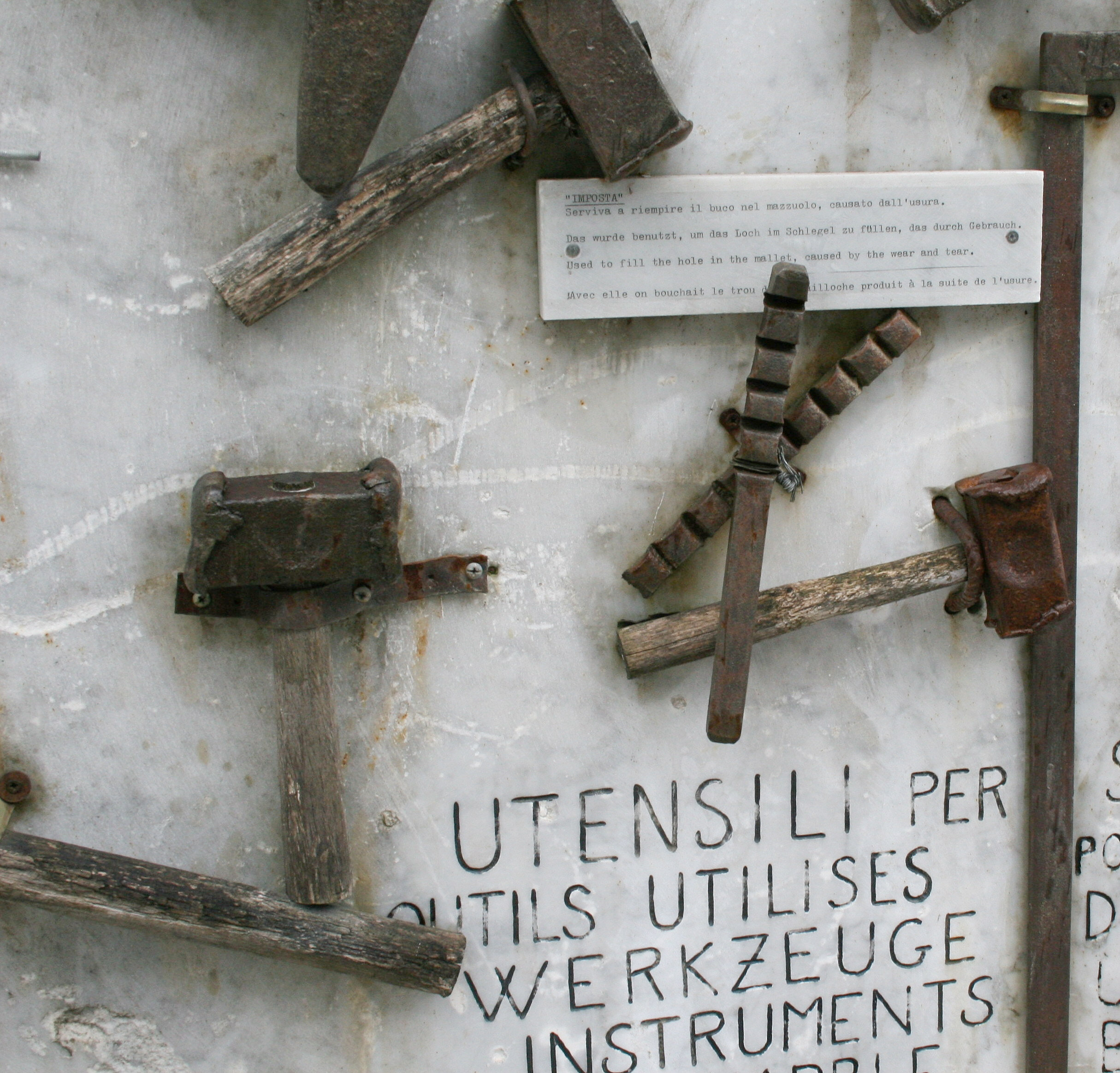
Marmorfäustel und Metallstücke aus Carrara

## Fäustel als Steinmetzwerkzeuge
Mit den Fäusteln und Meißeln der Steinmetzen wird der Stein formatiert, seine Oberfläche gestaltet oder große Steinstücke abgeschlagen.
Der Bossierhammer der Steinmetze ist ein Fäustel mit einem Gewicht von zwei oder mehr Kilogramm und wird zusammen mit dem Bossiereisen verwendet, um große Bosse (Überstände auf Steinflächen) im Steinbruch abzuarbeiten. Bossiereisen ähneln Spitzeisen, sind aber etwas größer und schwerer.
Eine Sonderform eines Fäustels der Steinmetzen kam aus Carrara. Die Bahn ist nicht gehärtet und der Fäustel nutzte sich ab. In die Bahn wurden je nach Abnutzung Metallstücke eingeschmiedet. Mit dieser speziellen Methode wurde die Marmoroberfläche nicht stark geschädigt (angeprellt).
Daneben benutzen die Steinmetzen einen sogenannten Schriftfäustel, dessen Gewicht bei 0,5 bis 0,75 kg liegt. Der Schriftfäustel dient zum Einschlagen der Schriftbuchstaben in Stein.